# Liste brasilianischer Sänger
Die Ordnung erfolgt, wie im Brasilianisch-Portugiesischen üblich, nach den Vor- bzw. Künstlernamen, nicht wie im Deutschen nach den Familiennamen.

## A
- Abílio Farias
- Adelaide Chiozzo
- Adelmário Coelho
- Ademilde Fonseca
- Adhemar de Campos
- Adil Tiscati
- Adilson Ramos
- Adoniran Barbosa
- Adriana
- Adriana Calcanhoto
- Adriano
- Adryana Ribeiro
- Agepê
- Agnaldo Rayol
- Agnaldo Timóteo
- Agostinho dos Santos
- Airto Moreira
- Alaíde Costa
- Alberto Calçada
- Albertinho Fortuna
- Alceu Pires
- Alceu Valença
- Alcimar Monteiro
- Alcione
- Alda Perdigão
- Alex Ferrari
- Alexandre Leão
- Alexandre Pires
- Alf
- Alfredo da Rocha Vianna Filho, siehe: Pixinguinha
- Alice Gonzaga
- Alinne Rosa
- Alípio Martins
- Almir Guineto
- Almir Ribeiro
- Almir Rogério
- Almir Sater
- Aloysio de Oliveira
- Almirante
- Altemar Dutra
- Alzirinha Camargo
- Amadeu Cavalcante
- Amado Batista
- Amaury Fontenele
- Amelinha
- Ana Carolina
- Ana de Hollanda
- Ana Lúcia
- Ana Martel
- Ana Nóbrega
- André Christovam
- André Matos
- André Ricardo
- Ângela Maria
- Ângela Rô Rô
- Angélica
- Ângelo Máximo
- Anilza Leoni
- Aninha Portal
- Anísio Silva
- Anna Catarina
- Antônio Berlini
- Antônio Carlos e Jocáfi
- Antônio Carlos Jobim
- Antônio Rayol
- Antônio Marcos
- Antônio Rogério
- Aparecida Silvino
- Aracy Cortes
- Aracy de Almeida
- Aristeu de Queiroz
- Armandinho
- Arnaldo Antunes
- Arnaldo Baptista
- Arrigo Barnabé
- Arthurzinho
- Artur Castro Budd
- Ary Barroso
- Ary Lobo
- Ary Toledo
- Astrud Gilberto
- Atman
- Augusto Jatobá

## B
- Babado de Sanharó
- Baby Consuelo
- Badi Assad
- Baden Powell
- Baiano
- Balthazar
- Baptista Júnior
- Bartô Galeno
- Batatinha
- Bebel Gilberto
- Bebeto
- Bebeto Alves
- Belô Velloso
- Bell Marques
- Bell Oliver
- Belchior
- Belutti
- Benito de Paula
- Beth Carvalho
- Beth Guzzo
- Betinho
- Beto Guedes
- Beto Barbosa
- Beto Mi
- Bezerra da Silva
- Bïa
- Biafra
- Bibi Ferreira
- Blecaute
- Bruna Caram
- Bob Joe
- Bráulio Vieira de Souza
- Bruno & Marrone
- Bruno Capinan
- Bruno Mayah
- Byafra

## C
- Caetano Veloso
- Calé Alencar
- Canarinho
- Candeia
- Cândido Botelho
- Capinam (auch Capinan)
- Capitão Furtado
- Carla Cristina
- Carla Perez
- Carla Visi
- Carlinhos Brown
- Carlinhos Vergueiro
- Carlito Gomes
- Carlos & Jader
- Carlos Alberto
- Carlos Alexandre
- Carlos Augusto
- Carlos Bivar
- Carlos Cézar
- Carlos Galhardo
- Carlos Gonzaga
- Carlos José
- Carlos Lyra
- Carlos Moura
- Carlos Navas
- Carlos Nobre
- Carlinhos Vergueiro
- Carmélia Alves
- Carmem Costa
- Carmen Miranda
- Carmem Silva
- Carminha Mascarenhas
- Carolina Soares
- Cartola
- Carreirinho
- Cássia Eller
- Cassiano
- Catulo da Paixão Cearense
- Catulo de Paula
- Cauby Peixoto
- Cayê Milfont
- Cazuza
- Célia
- Célia Mara
- Celine Imbert
- Celinho Barros
- Célio Roberto
- Celly Campello
- Celso Sim
- Cesar Pope
- César Sampaio
- Céu
- Cleomar de Moura
- Cleomar de Olveira Moura
- Celly Campelo
- Chico Buarque
- Chico César
- Chico da Silva
- Chiko Queiroga
- Chrigor
- Cícero Nogueira
- Cida Moreira
- Ciro Monteiro
- Ciro Pessoa
- Clara Nunes
- Claudette Soares
- Cláudia
- Cláudia Leite
- Cláudia Telles
- Cláudia Barroso
- Cláudio de Barros
- Cláudio Faria
- Cláudio Fontana
- Cláudio Nucci
- Cláudio Roberto
- Cláudio Zoli
- Cleberson Horsth
- Clementina de Jesus
- Clementina de Jesus
- Cristina Buarque
- Cybele
- Cynara
- Cyro Aguiar
- Cyva

## D
- Dado Villa-Lobos
- Dalva de Oliveira
- Damares
- Damião Experiença
- Dani Lasalvia
- Dani Nolden
- Daniel
- Daniel Boaventura
- Daniel Carlomagno
- Daniel Gonzaga
- Daniel Peixoto
- Daniel San (auch Sandamí)
- Daniela Araújo
- Daniela Mercury
- Danilo Caymmi
- Daúde
- Déa Trancoso
- Dedé Badaró
- Del Feliz
- Delino Marçal
- Demétrius
- Deny e Dino
- Denise Dalmacchio
- Dhema
- Diana Pequeno
- Dick Farney (Farnésio Dutra e Silva)
- Dicró
- Dinho
- Dircinha Batista
- DJ Dolores
- Djalma Lúcio
- Djalma Oliveira
- Djavan
- Dolores Duran
- Dolly Ennor
- Dona Inah
- Dona Ivone Lara
- Donizetti
- Dori Caymmi
- Dori Edson
- Dóris Monteiro
- Dorival Caymmi
- Dudu França
- Dudu Nobre
- Duo Ciriema

## E
- Eugenia Figueiroa
- Ed Carlos
- Ed Motta
- Ed Wilson
- Ederaldo Gentil
- Edgard Scandurra
- Edi Rock
- Edil Pacheco
- Edith Veiga
- Edmar Gonçalves
- Ednardo
- Edson & Hudson
- Edson Cadorini
- Edson Cordeiro
- Edson Gomes
- Edson Wander
- Edu Lobo
- Eduardo Araújo
- Eduardo Dusek
- Eduardo Falaschi
- Edvaldo Santana
- Edy Star
- Egberto Gismonti
- Elba Ramalho
- Eliana de Lima
- Eliana Pittman
- Eliana Printes
- Eliane de Grammont
- Eliane Elias
- Eliete Negreiros
- Eliete Veloso
- Eliezer Setton
- Elis Regina
- Elizabeth
- Elizabeth Moisés
- Elizeth Cardoso
- Ellen de Lima
- Elomar
- Elvira Pagã
- Ely Camargo
- Elza Laranjeira
- Elza Soares
- Emília Monteiro
- Emilinha Borba
- Emílio Santiago
- Erasmo Carlos
- Erasmo Silva
- Érlon Chaves
- Eudes Fraga
- Evaldo Braga
- Evandro Mesquita
- Evinha

## F
- Fábio
- Fábio Júnior
- Fafá de Belém
- Fagner
- Falcão
- Fátima Guedes
- Fat Family
- Felipe Dylon
- Fernanda Abreu
- Fernanda Brandao
- Fernanda Lara
- Fernanda Lira
- Fernanda Porto
- Fernanda Takai
- Fernando Girão
- Fernando Lona
- Fernando Mendes
- Fernandinho
- Fernandinho Beat Box
- Fernando Zor
- Filó Machado
- Flávio "Biga" Marques
- Flávio José
- Flávio Venturini
- Florêncio
- Flora Purim
- Floriano Belham
- Fortuna
- Francis Hime
- Francisco Alves
- Francisco Egydio
- Francisco Petrônio
- Francisco Sena
- Franco Alves
- Fred Rovella
- Frejat

## G
- Gabriel o Pensador
- Gal Costa
- Gaúcho
- Gelson Oliveira
- Gazu
- Genésio Arruda
- Genival Lacerda
- Geny Martins
- Geraldo Azevedo
- Geraldo da Silva Aguiar
- Geraldo Filme
- Geraldo Nunes
- Geraldo Vandré
- Geraldinho Lins
- Germano Mathias
- Gero Camilo
- Gerônimo
- Gessy Soares
- Giane
- Gilberto Barros
- Gilberto Gil
- Gilberto Milfont
- Gilliard
- Gilmelândia
- Gilson de Souza
- Gilson Vieira da Silva
- Gladir Cabral
- Glória Bomfim
- Gonzaguinha
- Gordurinha
- Gracinha Leporace
- Gretchen (eigentlich: Maria Odete Brito de Miranda)
- Guilherme Arantes
- Guilherme de Sá
- Guilherme Kerr Neto
- Gustavo Mioto
- Gusttavo Lima
- Gisa Pithan[1]
- Geraldo da Silva Aguiar

## H
- Haroldo Lara
- Hebe Camargo
- Helena de Lima
- Helena Elis
- Heleninha Costa
- Hélvio Sodré
- Henrique & Juliano
- Hermes Aquino
- Hermeto Pascoal
- Hianto de Almeida
- Hique Gomes
- Hudson Cadorini
- Hyldon

## I
- Ibys Maceioh
- Inezita Barroso
- Ione Papas
- Irmão Lázaro
- Isaurinha Garcia
- Itamar Assumpção
- Ithamara Koorax
- Ivan de Alencar
- Ivan Lins
- Ivani Ribeiro
- Ivete Sangalo
- Ivete Siqueira
- Ivon Curi
- Ivo Pessoa
- Izzy Gordon

## J
- J. Velloso
- Jacinto Silva
- Jacks Wu
- Jackson do Pandeiro
- Jacques Morelembaum
- Jair Rodrigues
- Jaime & Nair
- Jaime Redondo
- Jair Oliveira
- Jairo Aguiar
- Jamelão
- Jamil
- Jane Duboc
- Jane Moraes
- Jane e Herondy
- Jaquelline
- Jards Macalé
- Jau
- Jay Vaquer
- Jerry Adriani
- Jerry Smith
- Jessé
- Jimmy Lester
- Joanna
- João Alexandre
- João Bá
- João Bosco
- João Dias
- João Donato
- João Gilberto
- João Guilherme
- João Luiz
- João Mello
- João Paulo & Daniel
- João Pedro & Cristiano
- João Ricardo
- João Só
- João Suplicy
- João do Vale
- Joelma (Banda Calypso)
- Joelma
- Johnny Alf
- Jonas Esticado
- Jorge Aragão
- Jorge Araújo
- Jorge Ben Jor
- Jorge de Altinho
- Jorge Camargo
- Jorge Goulart
- Jorge Mautner
- Jorge Veiga
- Jorginho do Império
- José Augusto
- José Augusto Costa
- José Fortuna
- José Roberto Bertrami
- José Ricardo
- José Roberto
- Josué de Barros
- Jovelina Pérola Negra
- Joyce
- Joyce Cândido
- Ju Moraes
- Juca Chaves
- Juliano Son
- Juninho Afram
- Juninho Bill
- Junior Lima
- Junno Andrade
- Juraildes da Cruz
- Jurandy da Feira
- Jurema Paes

## K
- Karina Battis
- Karina Buhr
- Kátia
- Kátya Chamma
- Kell Smith
- Kelly Key
- Kevinho
- Kid Vinil
- Kika
- Kiko Dinucci
- Kiko Zambianchi
- Kim Sasabone
- Klébi Nori
- Kleiton & Kledir
- Karlo Munniz

## L
- Lairton
- Lady Lu
- Lady Zú
- Lana Bittencourt
- Larissa Luz
- Latino
- Lazzo Matumbi
- Leci Brandão
- Leandro Lehart
- Leandro Lima
- Leila Moreno
- Leila Pinheiro
- Leila Silva
- Lenine
- Leny Andrade
- Leny Eversong
- Léo Canhoto & Robertinho
- Léo Jaime
- Léo Lima
- Léo Santana
- Leonardo
- Leoni
- Letícia Colin
- Linda Batista
- Lindomar Castilho
- Lílian
- Linda Batista
- Liriel Domiciano
- Lisa Ono
- Liu & Léu
- Lô Borges
- Lobão
- Lorena Simpson
- Lourdes Rodrigues
- Lovefoxxx
- Lua Blanco
- Lucas & Luan
- Lucas Santtana
- Luciana Mello
- Luciana Souza
- Luciano Camargo
- Luciano Nassyn
- Luciene Franco
- Lucimar
- Lucinha Turnbull
- Lúcio Alves
- Lúcio Cardim
- Luedji Luna
- Luís Melodia
- Luiz Américo
- Luiz Ayrão
- Luiz Bonfá
- Luiz Brasil
- Luiz Caldas
- Luiz Carlos
- Luiz de Carvalho
- Luiz Fabiano
- Luiz Gonzaga
- Luiz Henrique
- Luiz Melodia
- Luiz Vagner
- Luiz Wanderley
- Luiz Vieira
- Luíza Possi
- Lula Côrtes
- Lula Ribeiro
- Lulu Santos

## M
- Magro
- Maíra
- Maisa Silva
- Majur
- Mallu Magalhães
- Mano Walter
- Manu Gavassi
- Mara Maravilha
- Mara Nascimento
- Marcello Pompeu
- Marcelo Aguiar
- Marcelo Augusto
- Marcelo de Nóbrega
- Marcelo Nova
- Márcia
- Márcia Castro
- Márcia Fellipe
- Márcia Ferreira
- Márcia Freire
- Marcia Novo
- Márcia Salomon
- Marciano
- Márcio Greyck
- Márcio Ivens
- Márcio Vip Antonucci
- Marco Mattoli
- Marcos & Belutti
- Marcos Roberto
- Marcos Sabino
- Marcos Valle
- Marcus Viana
- Margareth Menezes
- Maria Alcina
- Maria Bethânia
- Maria Creuza
- Maria Gadú
- Maria Regina
- Maria Rita
- Mariana Aydar
- Mariene de Castro
- Marília Barbosa
- Marília Batista
- Marília Dutra
- Marília Medalha
- Marina Elali
- Marina Lima
- Mariane
- Mariano da Silva
- Marlon & Maicon
- Mário Lago
- Mário Reis
- Mário Sérgio
- Marion Duarte
- Marisa Monte
- Marisa Gata Mansa
- Marisa Oth
- Marjorie Estiano
- Markinhos Moura
- Marlene
- Marli
- Marlui Miranda
- Martha Mendonça
- Martinália
- Martinha
- Martinho da Vila
- Mary Gonçalves
- Maurício Baia
- Maurício Manieri
- Maurício Pereira
- Maurício Reis
- Mauricio Tizumba
- Maurício Tapajós
- Mauricy Moura
- Maurinho Nastácia
- Mauro Celso
- Mauro Sérgio
- Mateus Aleluia
- May East
- Maysa
- MC Boy do Charmes
- MC Brinquedo
- MC Fioti
- MC Guimê
- MC Pikachu
- MC Tha
- MC Zaac
- Meire Pavão
- Melody
- Michel Teló
- Milton Nascimento
- Miltinho
- Miltinho Edilberto
- Milton Carlos
- Miriam Batucada
- Miriam Mirá
- Miúcha
- Monarco
- Mônica Salmaso
- Monsueto
- Moraes Moreira
- Moreno Veloso
- Morgana
- Morris Albert
- Moreira da Silva
- Morgana

## N
- Ná Ozzetti
- Nabiyah Be
- Nahim
- Nalanda
- Nair Cândia
- Nalva Aguiar
- Nana Caymmi
- Nando Cordel
- Nando Reis
- Nani Azevedo
- Nara Leão
- Nazaré Pereira
- Nega Giza
- Nelson Coelho de Castro
- Nelson Gonçalves
- Nelson Ned
- Nando Reis
- Nasi
- Negra Li
- Neide Fraga
- Netinho
- Netinho de Paula
- Netinho da Bahia
- Neusa Maria
- Ney Matogrosso
- Nico Rezende
- Nhá Fia
- Nhá Zefa
- Nhô Fio
- Nhô Moraes
- Nhô Pai
- Nico Rezende
- Nikki
- Nil Bernardes
- Nilton César
- Nô Stopa
- Noel Rosa
- Nora Ney
- Noriel Vilela
- Norma Avian
- Núbia Lafayette
- Noel Rosa
- Novinho da Paraíba
- Nuno Roland

## O
- Odete Amaral
- Odair José
- Olga Praguer Coelho
- Olívia Byington
- Olívia Hime
- Orlandivo
- Orlando Dias
- Orlando Morais
- Orlando Silva
- Osmar Júnior
- Osmar Navarro
- Osny Silva
- Osvaldinho da Cuíca
- Oswaldo Montenegro
- Ovelha

## P
- Pablo
- Paraguassu
- Paraíso
- Pardinho
- Passoca
- Patrícia Bastos
- Patrícia Coelho
- Patricia Marx
- Paula Lima
- Paulinha Abelha
- Paulinho Nogueira
- Paulo Diniz
- Paulo Marotta
- Paulo Miklos
- Paulo Ricardo
- Paulo Sérgio
- Paulo Tapajós
- Paulo Tito
- Paula Fernandes
- Paula Morelenbaum
- Paula Toller
- Paulinho Boca de Cantor
- Paulinho da Viola
- Paulinho Makuko
- Paulinho Moska
- Paulinho Nogueira
- Paulinho Pedra Azul
- Paulinho Tapajós
- Paulino Neves
- Pedrinho Rodrigues
- Pedro Bento & Zé da Estrada
- PG
- Pedro Geraldo Mazza
- Pedro Mariano
- Pedro Paulo Pessoa
- Pedro Raimundo
- Pelé
- Pena Branca & Xavantinho
- Peninha
- Pepê e Neném
- Pepeu Gomes
- Péri
- Péricles
- Perla
- Pery Ribeiro
- Pete Dunaway
- Petrúcio Amorim
- Peu Del Rey
- Pit Passarell
- Pitty
- Pixinguinha (Alfredo da Rocha Vianna Filho)
- Podé Nastácia
- Prettos
- Prini Lorez
- Priscila Barucci
- Priscilla Ermel

## Q
- Quarteto em Cy
- Quelynah

## R
- Raimundo José
- Raimundo Sodré
- Raul Seixas
- Raul Torres
- Ravel
- Regina „Queen“ Saraiva
- Reginaldo Bessa
- Reginaldo Rossi
- Reinaldo, o Príncipe do Pagode
- Reginaldo Silva
- Reginaldo Sodré
- Reinaldo Rayol
- Renato Russo
- Renato Teixeira
- Renato Vianna
- Reynaldo Rayol
- Rhaissa Bittar
- Riachão
- Rica Silveira
- Ricardo Chaves
- Ricardo Coração de Leão
- Rick Sollo
- Rielinho
- Rinaldo Calheiros
- Rita de Cássia
- Rita Lee
- Rita Ribeiro
- Ritchie
- Ryta de Cássia
- Roberta Spindel
- Roberta Sá
- Roberto Carlos
- Roberto Justus
- Roberto Lan
- Roberto Leal
- Roberto Luna
- Roberto Mendes
- Roberto Menescal
- Roberto Paiva
- Roberto Ribeiro
- Roberto Silva
- Robinson Monteiro
- Rodrigo Amarante
- Rodrigo Andrade
- Rodrigo Campos
- Rodrigo Faro
- Rodrigo José
- Rodriguinho
- Roger Moreira (Ultrage a Rigor)
- Rogério Flausino
- Rolando Boldrin
- Romeu Féres
- Romulo Fróes
- Ronaldo Bôscoli
- Ronaldo Giovanelli
- Ronnie Cord
- Ronnie Von
- Roney Giah
- Roque Ferreira
- Rosa Emília
- Rosa Miyake
- Rosa Passos
- Rosanah Fienngo
- Rose Nascimento
- Rosilene Martins
- Rosina Pagã
- Rosinha de Valença
- Royce do Cavaco
- Rosemary
- Rubens Nogueira
- Ruy Maurity
- Ruy Rey

## S
- Sabrina Malheiros
- Salgadinho
- Salomé de Bahia
- Sam Alves
- Samuel Nascimento (auch: Samuka)
- Samuel Rosa
- Sandamí (auch: Daniel San)
- Sandra de Sá
- Sandro & Gustavo
- Sandro Becker
- Sandro Haick
- Sandy & Júnior
- Sandy
- Sarajane
- Saulo Fernandes
- Serena Assumpção
- Sérgio Dias
- Serginho Herval
- Sérgio Britto
- Sérgio Reis
- Sérgio Ricardo
- Sérgio Saas
- Sérgio Sampaio
- Serguei
- Sergynho
- Seu Jorge
- Shana Müller
- Shirley Carvalhaes
- Sidney Magal
- Sidney Miller
- Sidnei Gomes de Borba
- Sílvia Telles
- Silvânia Aquino
- Silvinha Chiozzo
- Silvinho
- Silvino Neto
- Sílvio Brito
- Sílvio Caldas
- Simaria Mendes
- Simone & Simaria
- Simone
- Simone Caymmi
- Simone Guimarães
- Simone Mendes
- Simone Moreno
- Sine Calmon
- Sinhozinho
- Sofia Cardoso
- Solange Almeida
- Sólon Sales
- Sombrinha
- Sophia Abrahão
- Soraya Moraes
- Stela Campos
- Sula Mazurega
- Sula Miranda
- Sulino (Francisco Gottardi)
- Supla
- Susana Vieira
- Suzana Salles
- Sylvia Patricia
- Sylvia Telles
- Sylvinha Araújo
- Sylvinho Blau-Blau
- Saulo Couto

## T
- Taiguara
- Taïs Reganelli
- Tânia Alves
- Tânia Mara
- Tati Quebra Barraco
- Tatau
- Tayrone
- Teixeirinha
- Teresa Cristina
- Tereza Gama
- Tetê Espíndola
- Thaeme Mariôto
- Théo Werneck
- Thiago Bertoldo
- Thiaguinho
- Tião Carreiro
- Tião Motorista
- Tibério Gaspar
- Tiê
- Tiganá Santana
- Tim Maia
- Tiririca
- Tito Madi
- Tom Kray
- Tom Zé
- Tony Angeli
- Tony Bizarro
- Tony Campelo
- Tony da Gatorra
- Tony Tornado (Antônio Viana Gomes)
- Toquinho
- Totonho Villeroy
- Tuca
- Tuca Fernandes
- Tuia Lencioni
- Tulipa Ruiz
- Tunai
- Tuzé de Abreu

## V
- Valesca
- Vanessa Bumagny
- Vanessa da Mata
- Vanessa Jackson
- Vange Leonel
- Vange Milliet
- Vânia Abreu
- Vânia Bastos
- Vanja Orico
- Vanusa
- Vasco Debritto
- Vassourinha
- Vavá
- Velho Milongueiro
- Ventura Ramirez
- Vera Brasil
- Vera Maria
- Verônica Sabino
- Vicente Celestino
- Vicente Paiva
- Vinícius de Moraes
- Vinícius Cantuária
- Vinny
- Violeta Cavalcanti
- Virgínia Rodrigues
- Virginie Boutaud
- Vital Farias
- Vital Lima
- Vitão (Victor Carvalho Ferreira)
- Vitor Bacelar
- Vitor Kley
- Vitor Ramil

## W
- Waldick Soriano
- Waldirene
- Walmir Lima
- Walter Franco
- Walter Lopes
- Walter Queiroz
- Walter Santos
- Wanda Sá (auch de Sá)
- Wander Wildner
- Wanderléa
- Wanderley Cardoso
- Wando (Wanderley Alves dos Reis)
- Wanessa Camargo
- Watusi (Maria Alice Conceição)
- Wilma Bentivegna
- Wilson Aragão
- Wilson Batista
- Wilson das Neves
- Wilson Moreira
- Wilson Miranda
- Wilson Simonal
- Wilson Simoninha
- Wolô

## X
- Xand Avião
- Xanddy
- Xangai
- Xênia França
- Xisto Bahia
- Xuxa

## Y
- Yasmin Santos
- Yudi Tamashiro
- Yuri Nishida
- Yzalú

## Z
- Zé Béttio
- Zé Caradípia
- Zé Carreiro
- Zé Du
- Zé Geraldo
- Zé Keti
- Zé Miguel
- Zé Praxédi
- Zé Ramalho
- Zé Renato
- Zé Rodrix
- Zeca Bahia
- Zeca Baleiro
- Zeca Pagodinho
- Zeca Tocantins
- Zélia Duncan
- Zéu Britto
- Zezé di Camargo
- Zezé Motta
- Zezo
- Zilá Fonseca
- Zizi Possi
- Zola Amaro